# Bermel-Halbinsel
Die Bermel-Halbinsel ist eine schroffe, gebirgige Halbinsel von 24 km Länge und 11 km Breite an der Bowman-Küste des Grahamlands auf der Antarktischen Halbinsel. Sie trennt das Solberg Inlet im Norden vom Mobiloil Inlet im Süden. Am westlichen Ende der Bermel-Halbinsel befindet sich der 750 m hohe Yule Peak. Die höchste Erhebung der Halbinsel sind die Bowditch Crests mit bis zu 1670 m.
Die Halbinsel lag auf den Flugrouten des australischen Polarforschers Hubert Wilkins im Jahr 1928 bzw. des US-amerikanischen Polarforschers Lincoln Ellsworth im Jahr 1935. Die von Ellsworth angefertigten Luftaufnahmen dienten 1937 dem US-amerikanischen Geographen W. L. G. Joerg für eine erste Kartierung. Wissenschaftler der United States Antarctic Service Expedition (1939–1941) erkundeten das Gebiet aus der Luft und per Schlittenexkursion. Die vom Service im Jahr 1947 vorgenommene deskriptive Benennung als Rock Pile Point in Anlehnung an die zahlreichen Berggipfel auf der Halbinsel wurde 1993 vom UK Antarctic Place-Names Committee in die jetzige Form geändert. Namensgeber ist Peter Frank Bermel (1927–2017), Kartograf des United States Geological Survey und Vorsitzender des Advisory Committee on Antarctic Names von 1993 bis 1994.